# Pheia pyrama
Pheia pyrama là một loài bướm đêm thuộc phân họ Arctiinae, họ Erebidae.